# Hannah Caroline Aase
Hannah Caroline Aase (12 de julho de 1883 - 23 de novembro de 1980) foi uma botânica norte-americana .